# Sahāk-e Parīḩ-e Yek
Sahāk-e Parīḩ-e Yek (persiska: سهاک پریح یک, Saḩāk-e Yareyeḩ) är en ort i Iran.   Den ligger i provinsen Khuzestan, i den centrala delen av landet, 500 km sydväst om huvudstaden Teheran. Sahāk-e Parīḩ-e Yek ligger 38 meter över havet och antalet invånare är 210.
Terrängen runt Sahāk-e Parīḩ-e Yek är platt. Runt Sahāk-e Parīḩ-e Yek är det ganska tätbefolkat, med 144 invånare per kvadratkilometer. Närmaste större samhälle är Yashānsakhī, 5,7 km nordväst om Sahāk-e Parīḩ-e Yek. Trakten runt Sahāk-e Parīḩ-e Yek består till största delen av jordbruksmark.